# Fargesia albocerea
Fargesia albocerea ist eine Bambus-Art der Gattung Fargesia. Sie ist im westlichen Yunnan heimisch, wo sie in Höhen von bis zu 2900 Metern gedeiht.

## Taxonomie
Fargesia albocerea wurde 1988 von Jia Rong Xue und Tong Pei Yi in Journal of Bamboo Research (Zhuzu Yanjiu Huikan.) Band 7 Teil 2 Seite 45 (als "albo-cerea") erstbeschrieben. Synonyme sind Borinda albocerea (Hsueh f. & T.P.Yi) Stapleton, Phyllostachys albocerea (Hsueh f. & T.P.Yi) D.L.Fu und Yushania papyrifera subsp. albocerea (Hsueh f. & T.P.Yi) Demoly.

## Nutzung
Unter dem Synonym Borinda albocerea wurde die Art mit dem Award of Garden Merit für Zierpflanzen der Royal Horticultural Society ausgezeichnet.